# Emir Spahić
Emir Spahić (ur. 18 sierpnia 1980 w Dubrowniku) – bośniacki piłkarz grający na pozycji środkowego lub lewego obrońcy. Posiada także obywatelstwo chorwackie.

## Kariera klubowa
Spahić rozpoczął piłkarską karierę w klubie NK Čelik Zenica. W sezonie 1998/1999 widniał w kadrze pierwszej drużyny, ale nie zdołał zadebiutować w pierwszej lidze Bośni i w 1999 roku wrócił do rodzinnego Dubrownika. Został piłkarzem GOŠK Dubrownik, w barwach którego przez dwa lata występował w rozgrywkach 3. ligi chorwackiej. Latem 2001 Spahiciem zainteresował się stołeczny NK Zagreb i Bośniak podpisał kontrakt z tym klubem. Początkowo w NK był rezerwowym i miał niewielki udział w wywalczeniu mistrzostwa Chorwacji – rozegrał zaledwie 3 mecze. W sezonie 2002/2003 był już podstawowym zawodnikiem klubu z Zagrzebia, jednak nie zdołał on obronić tytułu i zakończył sezon dopiero na 6. pozycji. W NK Emir występował jeszcze w rundzie jesiennej sezonu 2003/2004.
Zimą 2004 Spahić wyjechał do Rosji i został piłkarzem Szynnika Jarosław. W Szynniku występował w wyjściowej jedenastce i w swoim pierwszym sezonie zdobył 4 gole i przyczynił się do zajęcia 6. miejsca w lidze. W pierwszej połowie 2005 roku Spahić także występował w Szynniku, a latem trafił do Torpeda Moskwa. W klubie tym Bośniak grał jednak przez pół sezonu, ale jego postawą zainteresowały się silniejsze rosyjskie kluby i w 2006 roku za 3 miliony euro przeszedł do Lokomotiwu Moskwa. W barwach nowego klubu zadebiutował 19 marca w przegranym 0:1 meczu z Kryliami Sowietow Samara. Z Lokomotiwem zakończył sezon na 3. miejscu w tabeli. W 2007 roku zdobył z Lokomotiwem Puchar Rosji.
Latem 2009 Spahić przeszedł do francuskiego Montpellier HSC. W Ligue 1 zadebiutował 7 sierpnia w zremisowanym 1:1 meczu z Paris Saint-Germain i w debiucie zdobył gola.
4 lipca 2011 roku podpisał 3-letni kontrakt z Sevillą, dla której swojego pierwszego gola strzelił 5 stycznia 2013 w wygranym przez jego klub 1:0 meczu z Osasuną Pampeluna.
28 czerwca 2013 roku podpisał kontrakt z Bayerem 04 Leverkusen. 12 kwietnia 2015 roku, władze klubu zdecydowały się rozwiązać z nim kontrakt ponieważ wdał się w bójkę z ochroniarzami po tym, jak nie chcieli wpuścić jego znajomych do szatni. Nagranie potwierdziło podejrzenia. Zawodnik po zajściu przeprosił, jednak zarząd pozostał nieugięty.
W 2015 roku Hamburger SV zakontraktowało go za darmo
| Sezon   | Klub             | Kraj      | Rozgrywki        | Mecze | Bramki |
| ------- | ---------------- | --------- | ---------------- | ----- | ------ |
| 1999/00 | GOŠK Dubrownik   | Chorwacja | 3. liga          | ?     | ?      |
| 2000/01 | GOŠK Dubrownik   | Chorwacja | 3. liga          | ?     | ?      |
| 2001/02 | NK Zagreb        | Chorwacja | Prva HNL         | 3     | 0      |
| 2002/03 | NK Zagreb        | Chorwacja | Prva HNL         | 23    | 1      |
| 2003/04 | NK Zagreb        | Chorwacja | Prva HNL         | 12    | 1      |
| 2004    | Szynnik Jarosław | Rosja     | Priemjer-Liga    | 18    | 4      |
| 2005    | Szynnik Jarosław | Rosja     | Priemjer-Liga    | 8     | 2      |
| 2005    | Torpedo Moskwa   | Rosja     | Priemjer-Liga    | 15    | 0      |
| 2006    | Lokomotiw Moskwa | Rosja     | Priemjer-Liga    | 21    | 0      |
| 2007    | Lokomotiw Moskwa | Rosja     | Priemjer-Liga    | 23    | 3      |
| 2008    | Lokomotiw Moskwa | Rosja     | Priemjer-Liga    | 19    | 0      |
| 2009    | Lokomotiw Moskwa | Rosja     | Priemjer-Liga    | 0     | 0      |
| 2009/10 | Montpellier HSC  | Francja   | Ligue 1          | 34    | 2      |
| 2010/11 | Montpellier HSC  | Francja   | Ligue 1          | 23    | 1      |
| 2011/12 | Sevilla FC       | Hiszpania | Primera División | 22    | 0      |
| 2012/13 | Sevilla FC       | Hiszpania | Primera División | 22    | 1      |
| 2012/13 | Anży Machaczkała | Rosja     | Priemjer-Liga    | 7     | 1      |

## Kariera reprezentacyjna
W reprezentacji Bośni i Hercegowiny Spahić zadebiutował 7 czerwca 2003 roku w przegranym 0:2 meczu z Rumunią rozegranym w ramach eliminacji do Euro 2004. Z Bośnią grał także w kwalifikacjach do MŚ 2006, oraz do Euro 2008. Obecnie Spahić jest kapitanem reprezentacji swojego kraju.
Emir 1 września 2009 roku dowiedział się, że jest zarażony świńską grypą. Piłkarz, który przybył na zgrupowanie przed meczami kwalifikacyjnymi MŚ 2010, nagle poczuł się gorzej i po badaniach lekarze stwierdzili, że jest zarażony wirusem świńskiej grypy. Udało mu się jednak wykurować oraz zagrać meczach eliminacyjnych z Armenią i Turcją.

## Rodzina
Ojciec Emira, Ramiz z pochodzenia jest Czarnogórcem, natomiast matka Fatima pochodzi z Bośni i Hercegowiny. Oboje pracowali w Dubrowniku i tam też założyli rodzinę. Młodszy brat Emira, Alen także jest piłkarzem. Występuje w FK Željezničar.